# Brezno
 Ovo je glavno značenje pojma Brezno. Za druga značenja pogledajte Brezno (razdvojba).
Brezno (mađ. Breznóbánya, njem. Bries, Briesen, između 1927. i 1948. Brezno nad Hronom) grad je u Banskobistričkom kraju u središnjoj Slovačkoj.

## Povijest
Lokalitet je naseljen od prapovijesti, a današnji su grad osnovali njemački rudari, koji su podigli tipične četverokutne bedeme u ranom 13. stoljeću. Prvi pisani dokaz o postojanju grada je iz 1265., kada je kralj Bela IV. izdao povelju za lovce iz područja Liptov dopuštajući im da koriste šumu oko naselja, poznatog kao Berezuno . Ime grada izvedeno je iz slovačke riječi "breza". U devetnaestom stoljeću Brezno je bilo tipični slovački grad i jedan od centara slovačkog nacionalnog pokreta. Nakon Drugog svjetskog rata razvija se u industrijski grad.

## Stanovništvo
| Godina:     | 1993.  | 2003.   | 2013.   | 2023.   |
| ----------- | ------ | ------- | ------- | ------- |
| Broj ljudi: | 22 913 | 22 573  | 21 534  | 19 790  |
| Razlika:    |        | -1,48 % | -4,60 % | -8,09 % |

| Godina:     | 2022.  | 2023.   |
| ----------- | ------ | ------- |
| Broj ljudi: | 19 866 | 19 790  |
| Razlika:    |        | -0,38 % |

Po popisu stanovništva iz 2001. godine grad je imao 22.875 stanovnika, od čega 92,85 % Slovaka, 4,63 % Roma, 0,80 % Čeha i 0,22 % Mađara. Prema vjeroispovijesti 66,89 % su rimokatolici, 18,54 % ateisti, 8,57 % luterani i 0,98% grkokatolici.

## Gradovi prijatelji
- Meudon, Francuska
- Nový Bydžov, Češka
- Ciechanów, Poljska

## Vanjske poveznice
- Službena stranica (sl.)(engl.)
- Vremenski podaci za grad
- Plan grada